# Koniewo (Lidzbark Warmiński)
Koniewo (deutsch Konnegen) ist ein Dorf in der polnischen Woiwodschaft Ermland-Masuren. Es gehört zur Landgemeinde Lidzbark Warmiński (Heilsberg) im Powiat Lidzbarski (Kreis Heilsberg).

## Geographische Lage
Koniewo liegt an der Elm (polnisch Elma) im nördlichen Westen der Woiwodschaft Ermland-Masuren, fünf Kilometer nördlich der Kreisstadt Lidzbark Warmiński (Heilsberg).

## Geschichte
Das Dorf Konegen, erst nach 1820 Konnegen genannt, wurde 1874 in den neu errichteten Amtsbezirk Bundien (polnisch Budniki) eingegliedert. Dieser gehörte zum ostpreußischen Kreis Heilsberg im Regierungsbezirk Königsberg. Im Jahre 1910 zählte Konnegen 281 Einwohner, zuzüglich 23 Einwohner des Guts Konnegenhof (polnisch Koniewo-Osada).
Der Amtsbezirk Bundien wurde per 27. Januar 1930 in „Amtsbezirk Settau“  (polnisch Żytowo) umbenannt.
Die Einwohnerzahl Konnegens belief sich im Jahre 1933 auf 295 und im Jahre 1939 auf 280.
Als 1945 das gesamte südliche Ostpreußen in Kriegsfolge an Polen abgetreten wurde, erhielt Konnegen die polnische Namensform „Koniewo“. Das Dorf ist heute eine Ortschaft innerhalb der Gmina Lidzbark Warmiński (Landgemeinde Heilsberg) im Powiat Lidzbarski (Kreis Heilsberg), von 1975 bis 1998 der Woiwodschaft Olsztyn, seither der Woiwodschaft Ermland-Masuren zugehörig.

## Religion
Koniewo gehört heute wie bereits Konnegen vor 1945 zur römisch-katholischen Pfarrei Lidzbarsk Warmiński (Heilsberg), heute im Erzbistum Ermland gelegen.
Bis 1945 war Konnegen außerdem in die evangelische Kirche Heilsberg in der Kirchenprovinz Ostpreußen der Kirche der Altpreußischen Union eingepfarrt. Heute ist Koniewo der Diözese Masuren der Evangelisch-Augsburgischen Kirche in Polen zugeordnet.

## Verkehr
Koniewo liegt an der Nebenstraße 1543N, die unweit von Lidzbark Warmiński (Heilsberg) von der Woiwodschaftsstraße 511 abzweigt und bis nach Kotowo (Katzen) führt. Eine vom Nachbarort Wielochowo (Großendorf) kommende Straße endet in Koniewo.
Bis 1945 war Roggenhausen (polnisch Rogóż) die nächste Bahnstation. Sie lag an der heute nicht mehr existierenden Bahnstrecke Heilsberg–Bartenstein–Friedland–Wehlau.